# Prinzregent-Luitpold-Medaille

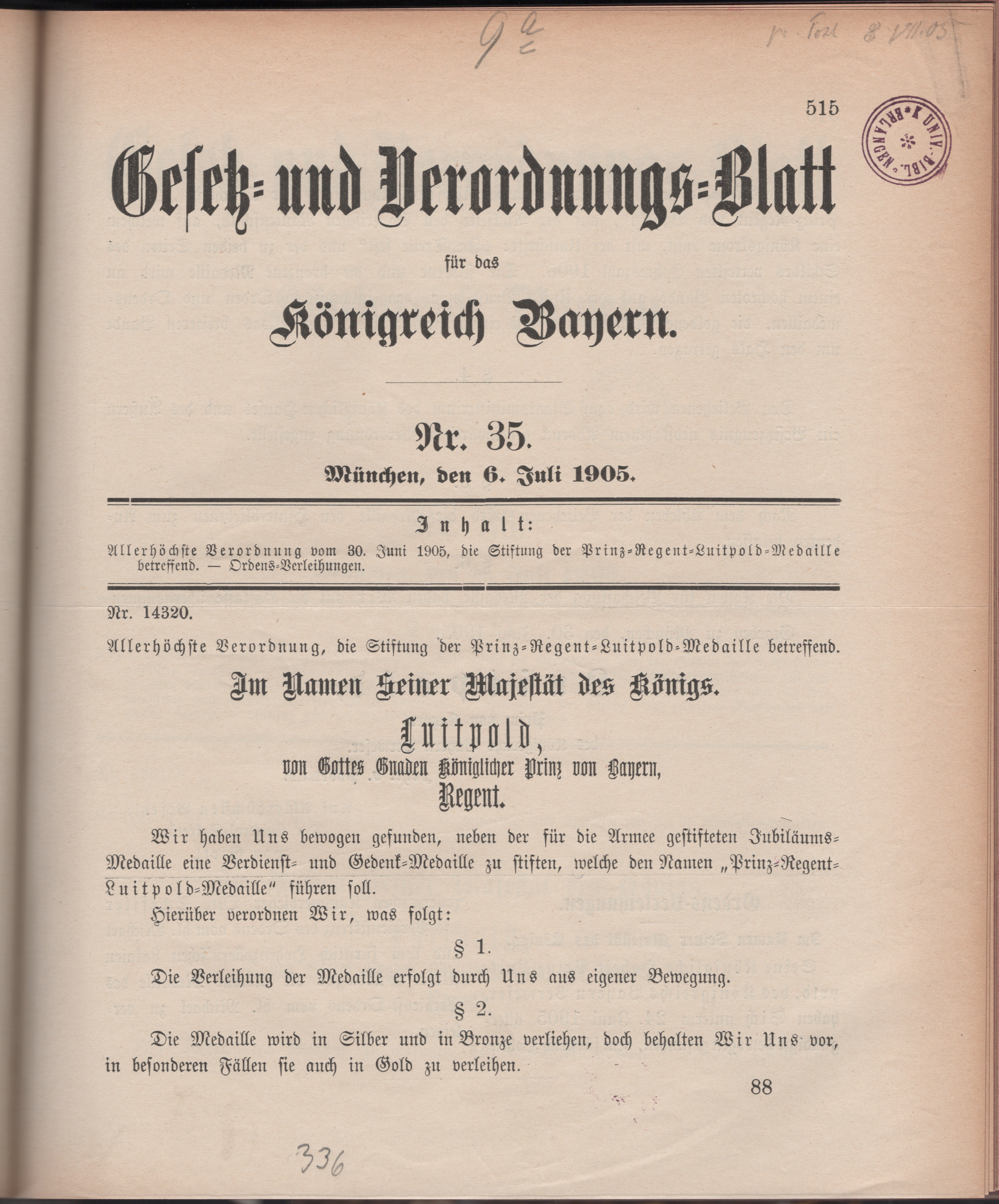
Verordnung zur Stiftung der Prinz-Regent-Luitpold-Medaille, Seite 1

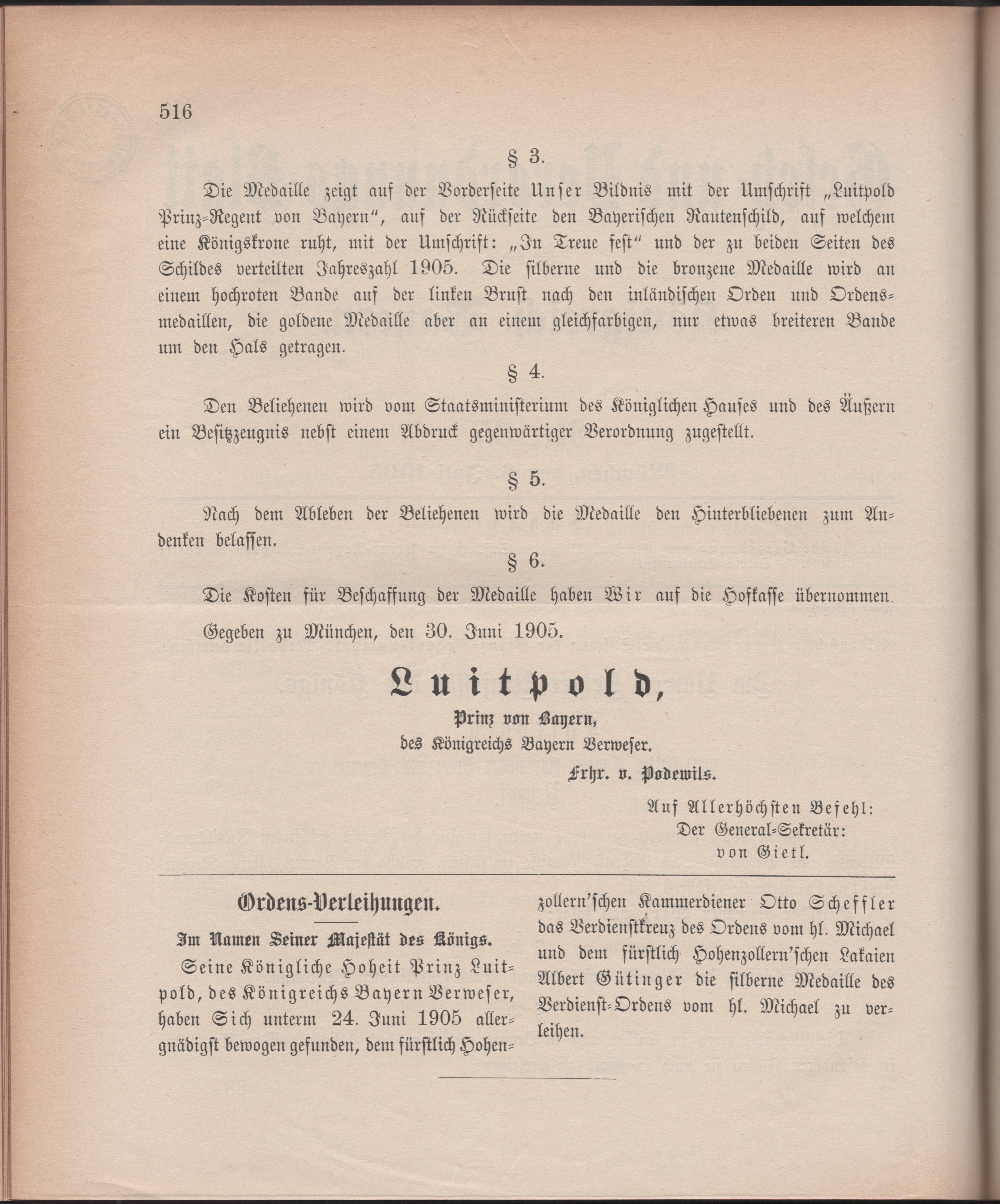
Verordnung zur Stiftung der Prinz-Regent-Luitpold-Medaille, Seite 2

Die Prinzregent-Luitpold-Medaille, zeitgenössisch Prinz-Regent-Luitpold-Medaille, war eine Verdienst- und Gedenkmedaille im Königreich Bayern. Sie wurde von Prinzregent Luitpold  von 1905 bis 1912 in Gold, Silber und Bronze verliehen.

## Geschichte
Am 30. Juni 1905 stiftete der Prinzregent Luitpold von Bayern diese Medaille. Sie wurde an Bürgerliche aus den verschiedensten Berufsgruppen verliehen. Die Entscheidung darüber traf der Prinzregent aus innerer Bewegung, das hieß wahrscheinlich allein ohne äußere Abstimmungen.
Im Vorfeld seines 90. Geburtstages 1911 wurde noch eine Medaille mit der Krone ergänzt.
Die Verleihungen endeten wahrscheinlich mit seinem Tod 1912.

## Beschreibung
Die ovale Medaille zeigt den nach links gewandten Kopf des Stifters mit der Umschrift LUITPOLD PRINZ-REGENT VON BAYERN. Rückseitig ein gekröntes Wappenschild mit den bayerischen Wecken und umlaufend IN TREUE FEST sowie der Jahreszahl 1905.
Bei Verleihung mit der Krone, war diese zwischen Medaille und Tragering befestigt.
Für Zivilpersonen ist das Band ponceaurot, für Militärs zinnoberrot mit hellgrünen Randstreifen.
Die goldene Medaille wurde um den Hals, die silberne am Band auf der linken Brust getragen.

## Träger (Auswahl)
Die Medaille wurde in Gold, Silber mit Krone, Silber und Bronze verliehen.
Gold
- Wilhelm Karl von Urach

Silber mit Krone
- Albert Schmidt, Architekt, 1911

Silber
- Rudolf von Andrian-Werburg, 1906
- Friedrich von Bassermann-Jordan
- Ludwig Bolgiano, 1911
- Wilhelm Ritter von Borscht, 1906
- Walter Caspari, Theologe[1]
- Jakob Degen, 1911
- Emil Fränger
- Julius Groeschel, 1907
- Alois Knoepfler, 1911
- Maximilian von Lingg
- Alois Mayer, Bildhauer, 1910
- Moritz von Mettingh, 1906
- Max von Pausch, 1911
- Ernst Pfeifer
- August Pschorr
- Wilhelm Conrad Röntgen
- Emil Sehling, 1910

Bronze
- Rudolf Knauth

Weitere ohne bekannte Ausprägung
- Max Claus (Militärmusiker), 1905
- Felix Mottl

## Bewertungen
1910 verweigerte der Stadtschulrat Sörgel in Kulmbach die Annahme der Medaille in Bronze, was in Bayern große Aufmerksamkeit erregte. Das liberale Berliner Tageblatt meinte dazu etwas spöttisch: „zumal die Prinzregent-Luitpold-Medaille gar keine eigentliche Ordensauszeichnung, sondern eine Erinnerungsmedaille ist, die in Bronze an jeden verliehen wird, dem man eben irgendetwas auf die Brust heften möchte, ohne ihn damit gerade auszeichnen zu wollen.“